# Sierra de Sol
La Sierra de Sol (en portuguésː Tierra do Sol) es una meseta montañosa ubicada en el corazón del escudo guayanés, en el extremo más este del estado Bolívar en Venezuela. A una altura promedio de 1.509 m s. n. m., la Sierra de Sol es uno de los puntos más altos de la cadena de mesetas tepuyes (montañas tabulares) de la sierra de Pacaraima, en América del Sur.

## Ubicación
La Sierra de Sol está ubicada en un exclusivo punto natural rodeado de sabana y tepuies por todas sus coordenadas en la esquina sureste del venezolano parque nacional Canaima. A unos 5 km al norte se continúa con el Uei Tepuy y a unos 40 km del monumental monte Roraima. El caserío indígena de «Arabopó» se encuentra a unos 33 km al norte.